# Sjödiken
Sjödiken est une localité suédoise située dans la commune de Svedala en Scanie.
Sa population était de 438 habitants en 2010.